# Alejandro Zaffaroni

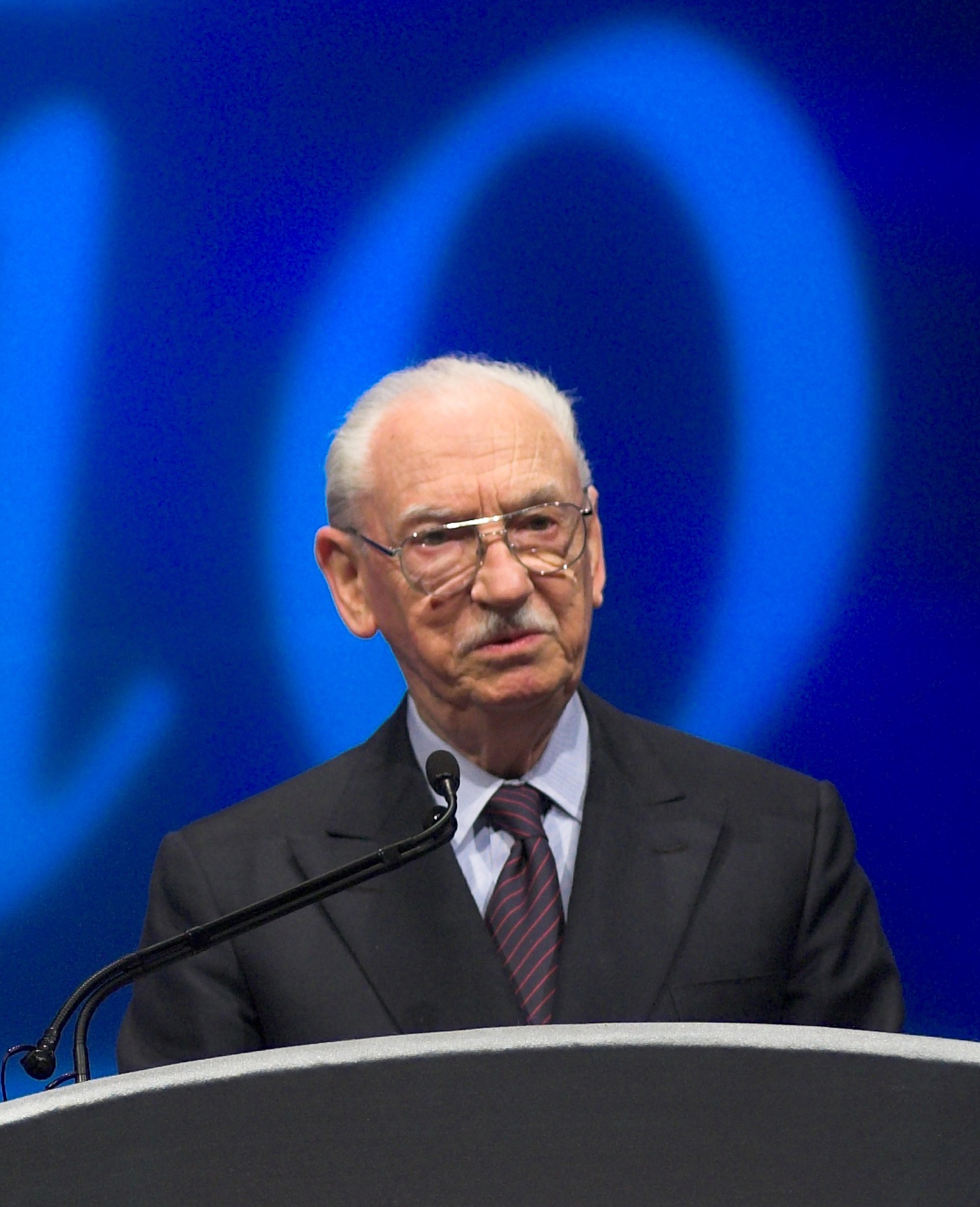
Alejandro Zaffaroni (2006)

Alejandro Cesar Zaffaroni (* 27. Februar 1923 in Montevideo, Uruguay; † 1. März 2014 in Atherton, Kalifornien) war ein uruguayisch-amerikanischer Biochemiker, Biotechnologe und Unternehmer. Er gilt als Pionier zahlreicher neuer Methoden der drug delivery (etwa: Wirkstoff-Transport), so als Erfinder des transdermalen Pflasters, für das er 1971 ein Patent erhalten hat. Insgesamt war Zaffaroni Inhaber von rund 130 Patenten.

## Leben und Wirken
Zaffaroni war der Sohn eines Bankiers. Seine Mutter starb, als er 13 war, sein Vater, als er 18 war. Zaffaroni erwarb an der Universidad de la República in Montevideo einen Bachelor in Medizin. 1945 ging er mit einem Stipendium des Institute of International Education an die University of Rochester, wo er 1949 mit einer Arbeit über Synthese, Isolierung und Messung von Corticosteroiden einen Ph.D. in Biochemie erhielt. Als Postdoktorand arbeitete er für die National Institutes of Health, bevor er mehrere akademische Positionen ablehnte. Er arbeitete zunächst für Syntex, ein Pharmaunternehmen mit Sitz in Mexiko-Stadt, wo er innerhalb von fünf Jahren zum Geschäftsführer aufstieg und in Palo Alto das Tochterunternehmen gründete. Hier wurde Zaffaroni wissenschaftlicher Leiter und war an der Entwicklung der Antibabypille beteiligt. 1968 verließ er Syntex.
Zaffaroni gründete zahlreiche Unternehmen:
- Alza Corporation (1968), wo er zunächst dünne Filme zur Behandlung des Glaukoms und zur Empfängnisverhütung entwickelte. Vor allem wurden neuartige Systeme zur Gabe von Medikamenten entwickelt, darunter transdermale Pflaster[1] zur Behandlung von Nikotinsucht, Angina pectoris, Reisekrankheit oder chronischem Schmerz. Die Pflaster wurden durch Ciba-Geigy vermarktet. Ein weiteres neuartiges System war OROS (orales osmotisches System). Alza wurde 2001 für 12 Milliarden US-Dollar an Johnson & Johnson verkauft.
- Affymetrix (1991); das Unternehmen ist vor allem für die kommerzielle Entwicklung der DNA-Chip-Technologie (DNA-Microarrays) bekannt, mit der sich sehr große Zahlen genetischer Tests in kürzester Zeit und auf engstem Raum realisieren lassen.
- Alexza Pharmaceuticals (2000); entwickelte Verfahren zur inhalativen Anwendung von Medikamenten (siehe Inhalator), zum Beispiel zur Behandlung der Schizophrenie (Loxapin).
- Dnax, Affymax, Symyx Technologies, Maxygen, SurroMed, Perlegen Sciences

Zaffaroni war mit Lida Zaffaroni verheiratet, das Paar hatte zwei Kinder. Alejandro Zaffaroni starb an den Folgen einer Demenz.

## Auszeichnungen (Auswahl)
- 1973 Mitglied der American Academy of Arts and Sciences[2]
- 1978 Mitglied des Institute of Medicine
- 1979 Chemical Pioneer Award des American Institute of Chemists[3]
- 1995 National Medal of Technology and Innovation[4][5]
- 1997 Mitglied der National Academy of Engineering
- 1998 Fellow der American Association for the Advancement of Science
- 2004 Winthrop-Sears Medal des Science History Institute[6]
- 2005 Bower Award for Business Leadership des Franklin Institute[7]
- 2006 Biotechnology Heritage Award des Science History Institute[8]
- 2008 Woodrow Wilson Award for Public Service[9]
- 2012 Aufnahme in die National Inventors Hall of Fame[10]

Nach Zaffaroni und seiner Frau ist das Lida and Alejandro Zaffaroni Breast Imaging Center an der Stanford University benannt, zu dessen Errichtung sie wesentliche Schenkungen geleistet haben. Ebenfalls an der Stanford University gibt es ein nach dem Ehepaar Zaffaroni benanntes Programm zur Förderung von Studenten aus Lateinamerika.